# Mensch (Lied)
Mensch ist ein Lied des deutschen Rockmusikers Herbert Grönemeyer. Der Song wurde am 5. August 2002 unter seinem eigenen Label Grönland Records als erste Single aus seinem elften Studioalbum Mensch veröffentlicht. Geschrieben und komponiert wurde dieser von Grönemeyer.

## Hintergrund
Das Lied entstand in der Zeit, als sich Grönemeyer aufgrund seiner familiären Schicksalsschläge von der Öffentlichkeit zurückgezogen hatte. Der Song spiegelt die Erfahrung von echtem Verlust und Trauer wider, ebenso bildet er eine Hommage an die positiven, sozialen Eigenschaften des Menschen, die Fähigkeiten mitzufühlen, weiterzumachen, sich nicht unterkriegen zu lassen.
Das dazugehörige Musikvideo entstand unter der Regie von Anton Corbijn.

## Rezeption

### Preise
2003 erhielt Mensch einen Echo Pop in der Kategorie „Beste Single“.

### Charts und Chartplatzierungen
Mensch erreichte in Deutschland die Chartspitze der Singlecharts und platzierte sich für fünf Wochen an ebendieser sowie zehn Wochen in den Top 10 und 23 Wochen in den Top 100. Darüber hinaus platzierte sich das Lied für acht Wochen an der Chartspitze der deutschen Airplaycharts. In Österreich erreichte Mensch ebenfalls die Chartspitze und platzierte sich dort vier Wochen, zwölf Wochen in den Top 10 und 24 Wochen in den Charts. In der Schweizer Hitparade erreichte die Single Rang zwei und musste sich lediglich The Ketchup Song (Aserejé) von Las Ketchup geschlagen geben. Mensch platzierte sich neun Wochen in den Top 10 und 28 Wochen in den Charts.
2002 platzierte sich Mensch auf Rang drei der deutschen Single-Jahrescharts sowie auf Rang zwölf in Österreich und Rang 24 in der Schweiz. Für Grönemeyer ist diese der 23. Charterfolg in den deutschen Singlecharts sowie der sechste in Österreich und nach Männer und Bleibt alles anders der dritte in der Schweiz. Es ist sein vierter Top-10-Erfolg in Deutschland, der zweite nach Kinder an die Macht in Österreich und der erste in der Schweiz. In Deutschland und Österreich ist es der erste Nummer-eins-Hit für Grönemeyer. Bis dato konnte sich in allen drei Ländern keine Single von Grönemeyer höher oder länger in den Charts platzieren, in der Schweiz hat dies bis heute Bestand.
| ChartsChartplatzierungen | Höchstplatzierung | Wochen |
| ------------------------ | ----------------- | ------ |
| Deutschland (GfK)        | 1 (23 Wo.)        | 23     |
| Österreich (Ö3)          | 1 (24 Wo.)        | 24     |
| Schweiz (IFPI)           | 2 (28 Wo.)        | 28     |

| ChartsJahrescharts (2002) | Platzierung |
| ------------------------- | ----------- |
| Deutschland (GfK)         | 3           |
| Österreich (Ö3)           | 12          |
| Schweiz (IFPI)            | 24          |

### Auszeichnungen für Musikverkäufe
Die Single erhielt noch im Jahr seiner Veröffentlichung eine Platin-Schallplatte für über 500.000 verkaufte Einheiten in Deutschland. Es war die erste Singlezertifizierung in Grönemeyers Karriere. In der Schweiz wurde Mensch mit Gold für 20.000 Verkäufe ausgezeichnet. Es ist die einzige Singleauszeichnung, die Grönemeyer während seiner Karriere in der Schweiz verliehen bekam. Mit insgesamt 520.000 Verkäufen ist es länderübergreifend die meistverkaufte Single von Grönemeyer sowie jeweils seine meistverkaufte Single in Deutschland und der Schweiz. In Deutschland erhielt die Single Zeit, dass sich was dreht ebenfalls Platin, jedoch durch das Herabsetzen der Verleihungsgrenze nur für 300.000 verkaufte Exemplare.
| Land/Region        | Auszeichnungen für Musikverkäufe (Land/Region, Auszeichnung, Verkäufe) | Verkäufe |
| ------------------ | ---------------------------------------------------------------------- | -------- |
| Deutschland (BVMI) | Platin                                                                 | 500.000  |
| Schweiz (IFPI)     | Gold                                                                   | 20.000   |
| Insgesamt          | 1× Gold · 1× Platin ·                                                  | 520.000  |